# Amerongen
Amerongen è una località dei Paesi Bassi situata nella municipalità di Utrechtse Heuvelrug, nella provincia di Utrecht.
Nel gennaio 2006 è stato fuso nel comune di Utrechtse Heuvelrug insieme a Doorn, Driebergen-Rijsenburg, Leersum e Maarn.

## Monumenti e luoghi d'interesse

### Architetture civili
- Castello di Amerongen[1][2][3]